# Kaja Harter-Uibopuu
Kaja Harter-Uibopuu (* 6. März 1968 in Graz) ist eine österreichische Althistorikerin, Rechtshistorikerin und Epigraphikerin.

## Leben
Nach der Matura in Salzburg 1986 studierte Kaja Harter-Uibopuu, die Tochter des Rechtswissenschaftlers Henn-Jüri Uibopuu und seiner Frau Ingeborg, geb. Peyrer, an der Universität Graz Alte Geschichte und Altertumskunde. Nach der Sponsion zur Magistra philosophiae wurde sie Vertragsassistentin am Institut für Römisches Recht und Antike Rechtsgeschichte der Universität Graz bei Gerhard Thür. Dort wurde sie 1997 sub auspiciis praesidentis mit der Dissertation Das zwischenstaatliche Schiedsverfahren im achäischen Koinon. Zur friedlichen Streitbeilegung nach den epigraphischen Quellen promoviert. Danach war sie von 1998 bis 1999 und von 2009 bis 2015 in Wien als wissenschaftliche Mitarbeiterin an der Kommission für Antike Rechtsgeschichte der Österreichischen Akademie der Wissenschaften tätig. Von 1999 bis 2003 war sie als Universitätsassistentin und Lektorin an der Universität Graz tätig, danach an der Universität Wien. Sie habilitierte sich 2013 an der Universität Wien. Zum 1. August 2015 trat sie als Nachfolgerin Helmut Halfmanns eine W2-Professur für Alte Geschichte an der Universität Hamburg an. Seit Mai 2016 ist sie korrespondierendes und seit Mai 2018 ordentliches Mitglied des Deutschen Archäologischen Instituts. Seit Mai 2017 ist sie Fachvertreterin für Alte Geschichte in der Zentraldirektion des Deutschen Archäologischen Instituts und seit Mai 2020 deren stellvertretende Vorsitzende. 2021 wurde Harter-Uibopuu in die Akademie der Wissenschaften in Hamburg gewählt. 2023 übernahm sie die Projektleitung der Inscriptiones Graecae.
Schwerpunkte ihrer Tätigkeit sind die rechtsgeschichtliche Epigraphik, insbesondere Inschriften prozessrechtlichen Inhalts der griechischen Poleis Argos und Athen, das antike Völkerrecht, das Verfassungs- und Verwaltungsrecht griechischer Städte unter römischer Herrschaft und Grabrecht und Grabschutz im griechisch-römischen Kleinasien. In ihrer Dissertation untersuchte sie die Schiedsverfahren, „die zwischen Mitgliedern des Achäischen Koinons seit seiner Neugründung 280 v. Chr. bis zu seiner Auflösung 146 v. Chr. stattfanden“. Sie fragte danach, „wie die Beilegung zwischenstaatlicher Konflikte in einer sympolitischen Staatengemeinschaft geregelt war“.
2024 wurde Harter-Uibopuu zum Mitglied der Berlin-Brandenburgischen Akademie der Wissenschaften gewählt.
Sie besitzt neben der österreichischen auch die estnische Staatsbürgerschaft, ist seit 1996 verheiratet und hat zwei Töchter.

## Schriften (Auswahl)
- Das zwischenstaatliche Schiedsverfahren im achäischen Koinon. Zur friedlichen Streitbeilegung nach den epigraphischen Quellen (= Akten der Gesellschaft für Griechische und Hellenistische Rechtsgeschichte. Band 12). Böhlau, Köln u. a. 1998, ISBN 3-412-11798-6 (Zugleich Graz, Universität, Dissertation, 1996).
- mit Fritz Mitthof (Hrsg.): Vergeben und Vergessen? Amnestie in der Antike: Beiträge zum 1. Wiener Kolloquium zur Antiken Rechtsgeschichte, 27.–28. Okt. 2008 (= Wiener Kolloquien zur Antiken Rechtsgeschichte. Band 1). Holzhausen, Wien 2013, ISBN 978-3-902868-85-5 (Volltext).
- mit Thomas Kruse (Hrsg.): Sport und Recht in der Antike: Akten des zweiten Wiener Kolloquiums zur Antiken Rechtsgeschichte, 27.–28.10.2011 (= Wiener Kolloquien zur Antiken Rechtsgeschichte. Band 2). Holzhausen, Wien 2014, ISBN 978-3-902976-14-7.